# Michèle Rosier
Michèle Lazareff Rosier (París, 3 de junio de 1930– Ibídem, 2 de abril de 2017) fue una directora de cine, diseñadora y periodista francesa. Entre 1973 y 2009 trabajó en más de una decena de producciones de ficción y documentales. Adicionalmente, en la década de 1960 fundó la empresa de diseño Vêtements de Vacance.
Rosier falleció el 2 de abril de 2017.

## Filmografía

### Como productora, directora y escritora
- Mon coeur est rouge (1976)

### Como directora y escritora
- George qui? (1973)
- Embrasse-moi (1989)
- Pullman paradis (1995)
- Malraux, tu m'étonnes! (2001)

### Como directora
- Ah! La libido (2009)

### Documentales para televisión
- Le Futur des Femmes (1975)
- La Demoiselle aux Oiseaux (1976)
- Mimi (1979)
- Un Café Un! (1981)
- Le Gros Départ (1982)
- Botaniques (1982)